# Giacomo Neri
Giacomo Neri (Faenza, 1 januari 1916 - aldaar, 6 mei 2010) was een Italiaans voetballer. Hij speelde 216 wedstrijden in de Serie A en scoorde daarin 53 goals. Tevens speelde hij 3 wedstrijden voor het Italiaans voetbalelftal.
Toen hij op 6 mei 2010 op 94-jarige leeftijd overleed was hij de oudste levende man die ooit speelde voor de nationale selectie van Italië.